# Toon Disney
Toon Disney was een versie van Disney Channel die vaak animatieseries uitzond. De zender werd in de Verenigde Staten op 13 februari 2009 omgedoopt tot Disney XD. Jetix was een andere zender die bijna dezelfde programma's als Toon Disney uitzond.

## Programma's
Toon Disney zond 24 uur per dag animatieseries voor schoolkinderen uit.

### Hoofdprogramma's van Toon Disney
- Recess
- Fillmore!
- The Weekenders
- Phineas en Ferb
- House of Mouse
- The Suite Life of Zack & Cody
- De Vervangers
- George van de Jungle
- Lilo & Stitch
- The Suite Life on Deck

### Toon Disney Canada
- Phineas en Ferb
- LazyTown
- The Suite Life on Deck
- My Little Pony - Vriendschap is betoverend
- Lilo & Stitch
- Viso Manso Piu
- Pi

### In het buitenland
- Toon Disney Verenigde Staten
- Toon Disney Groot-Brittannië
- Toon Disney Frankrijk
- Toon Disney Spanje
- Toon Disney Duitsland
- Toon Disney Noorwegen
- Toon Disney Denemarken
- Toon Disney Finland
- Toon Disney Zweden
- Toon Disney Italië
- Toon Disney Japan
- Toon Disney India